# Tamopsis darlingtoniana
Tamopsis darlingtoniana är en spindelart som beskrevs av Baehr 1987. Tamopsis darlingtoniana ingår i släktet Tamopsis och familjen Hersiliidae.
Artens utbredningsområde är Western Australia. Inga underarter finns listade i Catalogue of Life.